# Cruchten
Cruchten (en luxemburguès: Kruuchten; en alemany: Kruchten) és una vila de la comuna de Nommern situada al districte de Luxemburg del cantó de Mersch. Està a uns 20 km de distància de la ciutat de Luxemburg.